# Саласко
Саласко (італ. Salasco, п'єм. Salasch) — муніципалітет в Італії, у регіоні П'ємонт, провінція Верчеллі.
Саласко розташоване на відстані близько 520 км на північний захід від Рима, 55 км на північний схід від Турина, 12 км на захід від Верчеллі.
Населення — 224 особи (2014).
Покровитель — San Giacomo.

## Демографія
Населення за роками:

Станом на 1 січня 2023 року в муніципалітеті офіційно проживало 35 іноземців з 5 країн, серед них 9 громадян країн Євросоюзу.

## Сусідні муніципалітети
- Крова
- Ліньяна
- Салі-Верчеллезе
- Сан-Джермано-Верчеллезе
- Верчеллі